# Beatriz Ariño
Beatriz Ariño Plana (Barbastro, Huesca, 1963) es una periodista y presentadora española.

## Biografía
Licenciada en Ciencias de la Comunicación en Periodismo por la Facultad de Comunicación de la Universidad de Navarra, su primera actividad profesional fue en la radio, en Navarra, en emisoras locales de Radiocadena Española, como redactora de junio a septiembre de 1986 y como guionista de Radio Nacional de España de junio a septiembre de 1987. Después pasó a ser redactora de la Agencia EFE en la delegación de Navarra, de septiembre a diciembre de 1987.
En enero de 1988 se incorporó a Televisión Española y fue asignada al Gabinete de Prensa. Poco después pasó al Centro Territorial de Madrid, donde ejerció de presentadora, redactora y editora en el Informativo Territorial de Madrid en diferentes ocasiones hasta junio de 1996.
Desde junio de 1996 a abril de 1998 fue redactora del Área de Política Nacional de los Servicios Informativos de TVE.
En abril de 1998 pasa a La 2 noticias, responsabilizándose primero como redactora, de las noticias del área internacional (abril de 1998 a abril de 2004) y asumiendo más adelante el puesto de editora adjunta y presentadora desde abril a octubre de 2004. Entremedias, presentó Aquí hay trabajo con Juanjo Pardo entre septiembre de 2001 y junio de 2002.
Acto seguido, fue presentadora de Informe semanal entre octubre de 2004 y septiembre de 2009. Después, dirigió y presentó el programa El mundo en 24 horas entre septiembre de 2009 y junio de 2010 y  fue adjunta a la subdirección del Área de Internacional de los Servicios Informativos de TVE entre los meses de junio y diciembre de 2010. Ulteriormente, fue subdirectora del Área de Sociedad de los Servicios Informativos de TVE entre diciembre de 2010 y julio de 2012.
En agosto de 2012 fue destinada como redactora al Área de Cultura de los Informativos de TVE hasta agosto de 2018. Seguidamente fue coordinadora de los programas Los desayunos de TVE –desde agosto de 2018 hasta julio de 2020– y de La hora de La 1 –desde agosto de 2020 hasta agosto de 2021–.
En septiembre de 2021 pasó a ser adjunta a la Dirección de Centros Territoriales de RTVE y posteriormente editora del Canal 24 horas.
Desde el 18 de agosto de 2025 es Defensora de la Audiencia de RTVE.
Compagina su labor periodística con la de profesora del máster de Periodismo RTVE-Universidad Rey Juan Carlos y de presentación y locución en RTVE Instituto. También es moderadora y conductora de actos.